# Víctor Coreas
Víctor Manuel Coreas Privado (Quelepa, 30 marzo 1963) è un ex calciatore salvadoregno, di ruolo difensore.
Anche i suoi fratelli Salvador e Luis Abraham sono stati calciatori.